# Gheorghe Sârbu
Gheorghe Sârbu, též Georg Serbu (1869 Pârtestii de Sus – 5. srpna 1935 Černovice), byl rakouský lesnický odborník a politik rumunské národnosti z Bukoviny, na počátku 20. století poslanec Říšské rady.

## Biografie
Pocházel ze skromných poměrů. Profiloval se jako odborník na lesnictví. Působil jako lesní inženýr. Uvádí se i jako lesní správce nebo c. k. lesnický mistr. V roce 1899 ho přelitavský ministr orby povýšil z lesnického eléva na lesnického asistenta při správě statků v Černovicích. V roce 1910 byl povýšen z c. k. lesního správce v Černovicích na c. k. lesmistra. V roce 1918 ho pak ministr orby povýšil na lesního radu.
Zasedal coby poslanec Bukovinského zemského sněmu. Na zemský sněm usedl v zemských volbách roku 1911. V roce 1910 byl zvolen do výboru svazu rumunských spořitelen.
Působil i jako poslanec Říšské rady (celostátního parlamentu Předlitavska), kam usedl v doplňovacích volbách do Říšské rady roku 1910. Byl zvolen za obvod Bukovina 10. Nastoupil 16. prosince 1910 místo Franze Bellegardeho. Mandát obhájil v řádných volbách do Říšské rady roku 1911.
Po volbách roku 1910 i roku 1911 byl uváděn coby člen poslaneckého Rumunského klubu. Ve volbách roku 1911 je popisován coby kandidát Rumunské národní strany (Rumän. National-[Apararea-]Partei). Patřil do spolku Progresul (Pokrok). Ve své politické činnosti kombinoval prvky sociální a národnostní agitace. Respekt vůči němu, jako jednomu z mála rumunských politiků z Bukoviny, měl i sociální demokrat Gheorghe Grigorovici.
V počáteční fází první světové války patřil mezi signatáře prohlášení rumunských poslanců ve prospěch loajality vůči monarchii. Po válce se ale podílel na sjednocování rumunských oblastí mocnářství s Rumunskem. V listopadu 1918 se stal členem zemské vlády v Bukovině, v níž zastával post ministra zemědělství.